# Project (restaurang)

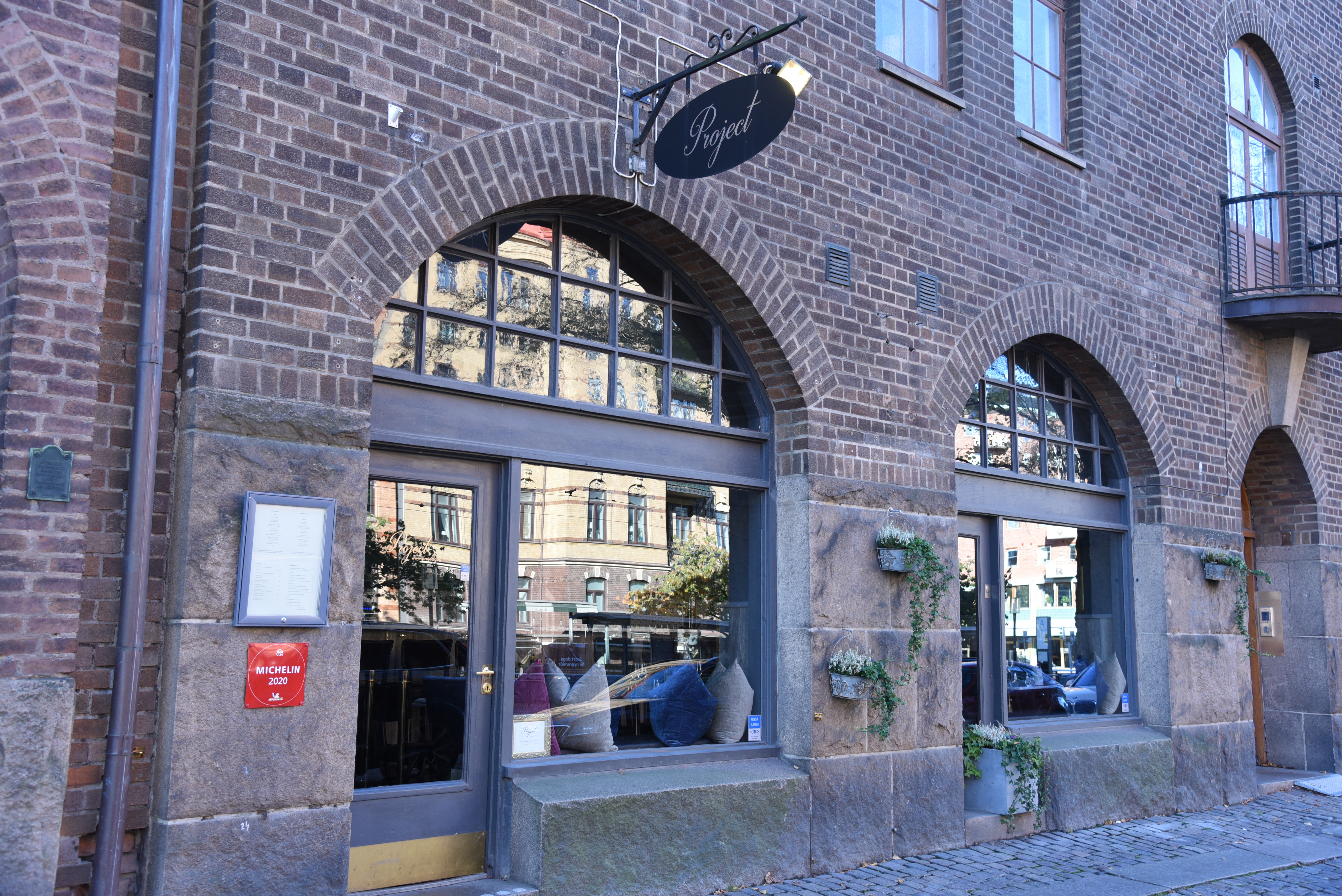
Restaurang Project.

Project är en restaurang på Södra Vägen 45 i Göteborg.
Restaurangen öppnades 2016 av paret Anna och Cameron Irving. Inriktningen är europeisk, med fokus på nordiska råvaror. 
Den belönades med en stjärna i 2021 års upplaga av Michelinguiden.